# Eophreatoicus kershawi
Eophreatoicus kershawi là một loài chân đều trong họ Amphisopidae. Loài này được Nicholls miêu tả khoa học năm 1926.